# アルパーイア
アルパーイア（イタリア語: Arpaia）は、イタリア共和国カンパニア州ベネヴェント県にある、人口約2,000人の基礎自治体（コムーネ）。

## 地理

### 位置・広がり
ベネヴェント県南西部のコムーネ。県都ベネヴェントから西南西へ22km、州都ナポリから北東へ32kmの距離にある。

#### 隣接コムーネ
隣接するコムーネは以下の通り。括弧内のNAはナポリ県所属を示す。
- アイローラ
- フォルキア
- パオリージ
- ロッカライーノラ (NA)